# Teatro Gem (Detroit)
El Teatro Gem (en inglés Gem Theatre) es un teatro de artes escénicas ubicado en Detroit, la ciudad más poblada del estado de Míchigan (Estados Unidos). Construido en 1927 en estilo neocolonial español, alberga un teatro de dos niveles con asientos tradicionales en filas y pasillos junto con asientos a nivel del escenario en mesas de cabaret. El Teatro Gem fue incluido en el Registro Nacional de Lugares Históricos en 1985. Comparte vestíbulo con el Teatro Century, de estilo cabaré, construido en 1903.

## Historia
En 1902, el Twentieth Century Club, un grupo de mujeres, construyó un edificio estilo misión para albergar su club. El edificio, ahora el Teatro Century, está construido con ladrillo rojo adornado con arenisca blanca. El primer piso originalmente albergaba un comedor, mientras que el segundo piso albergaba un auditorio de 400 asientos.
En 1928, el miembro del club Century contrató a George D. Mason para diseñar un teatro adicional al edificio del Century Club. El edificio de estilo neorrenacentista español resultante fue arrendado a la cadena Little Theatre, que proyectaba películas extranjeras, y el edificio se conocía como Little Theatre.
En 1933, debido a la Gran Depresión, el Club del Siglo XX se disolvió. El Little Theatre, sin embargo, continuó, sufriendo varios cambios de nombre: The Rivoli en 1932, Drury Lane (y luego en Europa en 1935, Cinema en 1936 y Vanguard Playhouse en 1960. The Vanguard ofreció teatro en vivo en lugar de películas.
Finalmente, en 1967, el teatro recibió el nombre de Gem. El edificio se utilizó como sala de cine para adultos hasta que cerró en 1978. Poco después, el desarrollador Charles Forbes compró el edificio combinado Gem/Century y comenzó una restauración completa en 1990. Reabrió en 1991.
Protegido de la demolición durante la renovación urbana de Comerica Park, la nueva sede de los Tigres de Detroit, el Teatro Gem y el Teatro Century se trasladaron cinco cuadras a su nueva ubicación en 333 Madison Street el 16 de octubre de 1997. A una distancia de 563 metros, es la reubicación más lejana conocida de un edificio considerable. Tras una pequeña restauración, volvió a abrir a finales de 1998.